# 高岸宣孝
高岸宣孝（たかぎし のりたか、12月27日生まれ）芸能マネージャー、映像プロデューサー、音楽プロデューサー。

## 略歴
- マネージメントした主な人物

陣内孝則、山口智子、中村愛美、和田聡宏、田中有紀美、河相我聞、他
- プロデュースした主な番組

ウモクビ（フジテレビ）、千円の食卓（テレビ朝日）、りょうの気ままにヨーロッパ（テレビ朝日）、他
- プロデュースした主な映画

自転車どろぼう、傘どろぼう、他
- プロデュースした主な音楽作品

潤恋花／田中有紀美、愛染-aizen-／田中有紀美、他